# 伊巴雅特
伊巴雅特（英語：Itbayat）是一個位於菲律賓巴丹群島省的第五級市。根據統計，目前人口共有2867人（2015年）。
此市也是菲律賓最北方的市，與相隔巴士海峽的臺灣僅距離約200公里。伊巴雅特涵蓋七個島嶼，其中伊巴雅特島是巴丹群島中面積最大的島，行政中心設置於此。
1855年正式設置行政機關。1909年，在美國治理時期下成為市轄區，1935年升格為市。

## 下轄村莊
伊巴雅特下轄五個村莊：
村莊
- San Jose (Raele)
- San Rafael (Idiang)
- Santa Lucia (Kauhauhasan)
- Santa Maria (Marapuy)
- Santa Rosa (Kaynatuan)

島嶼
- 雅米島
- 北島
- 瑪勿蒂斯島
- 麥桑加島
- 夏揚島
- 伊巴雅特島
- 汀姆島

## 交通
最直接的交通方式是從馬尼拉搭乘班機，至省首府巴士古再轉乘商業航空公司至伊巴雅特：
- SkyPasada

## 景點
- 夏揚島

位於伊巴雅特島北方，擁有美麗的沙灘，搭乘馬達快艇需一小時時間抵達（視海象情況）。
- 汀姆島

島嶼上有著較低矮的懸崖和充滿巨石沙灘，適合登山活動。
- 拉滂懸崖

自然公園裡有如石頭般地蘑菇，據信此處在從前是定居者開會的地方。
- 里波斯山

伊巴雅特島上兩座主要火山的其中一座，可以一覽島嶼美景。
- 卡拉波鵬火山

伊巴雅特島另一座火山，此處為早期居民的定居點。
- 多羅干洞穴

目前發現居民最早的住所，上方是墳墓。據信可能是約西元前2000年時從臺灣遷移而來的人類。

## 外部連結
- Philippine Standard Geographic Code
- 1995 Philippine Census Information
- 2000 Philippine Census Information
- 2007 Philippine Census Information